# Hatrið mun sigra
"Hatrið mun sigra" (IJslands: [ˈhaːtrɪð mʏːn ˈsɪɣra] "Haat zal zegevieren") is een lied van de IJslandse band Hatari. Het won Söngvakeppnin 2019 en eindigde op de 10e plaats op het Eurovisiesongfestival 2019 in Tel Aviv, Israël. Het nummer was de eerste inzending voor het Songfestival sinds 2013 dat in het IJslands werd uitgevoerd. Een uitgebreide versie van het nummer is opgenomen in het debuutstudioalbum van de band: Neyslutrans (2020).
1986: ICY · 
1987: Halla Margrét · 
1988: Beathoven · 
1989: Daníel Ágúst · 
1990: Stjórnin · 
1991: Stefán & Eyfi · 
1992: Heart 2 Heart · 
1993: Inga · 
1994: Sigga · 
1995: Bo Halldórsson · 
1996: Anna Mjöll · 
1997: Paul Oscar · 
1999: Selma · 
2000: August & Telma · 
2001: Two Tricky · 
2003: Birgitta · 
2004: Jónsi · 
2005: Selma · 
2006: Silvia Night · 
2007: Eiríkur Hauksson · 
2008: Euroband · 
2009: Yohanna · 
2010: Hera Björk · 
2011: Sigurjón's Friends · 
2012: Gréta Salóme & Jónsi · 
2013: Eyþór Ingi Gunnlaugsson · 
2014: Pollapönk · 
2015: María Ólafsdóttir · 
2016: Gréta Salóme · 
2017: Svala · 
2018: Ari Ólafsson · 
2019: Hatari · 
2021: Daði & Gagnamagnið · 
2022: Systur · 
2023: Diljá · 
2024: Hera Björk · 
2025: Væb
Albanië · Armenië · Australië · Azerbeidzjan · België · Cyprus · Denemarken · Duitsland · Estland · Finland · Frankrijk · Georgië · Griekenland · Hongarije · Ierland · IJsland · Israël · Italië · Kroatië · Letland · Litouwen · Malta · Moldavië · Montenegro · Nederland · Noord-Macedonië · Noorwegen · Oostenrijk · Polen · Portugal · Roemenië · Rusland · San Marino · Servië · Slovenië · Spanje · Tsjechië · Verenigd Koninkrijk · Wit-Rusland · Zweden · Zwitserland